# Anton von Braunmühl
Anton von Braunmühl (também Johann Anton Edler von Braunmühl; Tbilisi, 22 de dezembro de 1853 – Munique, 7 de março de 1908) foi um historiador da matemática alemão.
Filho do arquiteto Anton von Braunmühl e sua mulher Anna Maria nascida Schlenz. Estudou matemática a partir de 1873 na Universidade de Munique, onde obteve um doutorado em 1878 com a tese Über geodätische Linien auf Rotationsflächen, orientado por Philipp Ludwig von Seidel. Em 1897 foi eleito membro da Academia Leopoldina.
Foi palestrante convidado do Congresso Internacional de Matemáticos em Heidelberg (1904).

## Publicações selecionadas
- Vorlesungen über Geschichte der Trigonometrie. 2 Volumes. Teubner, Leipzig 1900–1903;
  - Volume 1: Von den ältesten Zeiten bis zur Erfindung der Logarithmen.
  - Volume 2: Von der Erfindung der Logarithmen bis auf die Gegenwart.
- Christoph Scheiner als Mathematiker, Physiker und Astronom (= Bayerische Bibliothek. Bd. 24, ZDB-ID 990901-1). Buchner, Bamberg 1891.
- als Herausgeber unter Mitwirkung zahlreicher Fachgenossen mit Walther von Dyck, Felix Klein, Alexander von Brill und Guido Hauck: Katalog mathematischer und mathematisch-physikalischer Modelle, Apparate und Instrumente. Wolf, München 1892–1893.
- Nassîr Eddîn Tûsi und Regiomontan. In: Nova Acta Academiae Caesareae Leopoldino Carolinae Germanicae Naturae Curiosorum. Bd. 71, Nr. 1, 1897, ZDB-ID 210351-5, S. 34–67.
- Beiträge zur Geschichte der Integralrechnung. In: Atti del [2.] Congresso Internationale di Scienze Storiche (Roma, 1-9 Aprile 1903), Bd. 12, 1904, S. 271-284. (Digitalisat Univ. Heidelberg)